# Kropotkine (ville)
Pour les articles homonymes, voir Kropotkine.
Kropotkine (en russe : Кропоткин) est une ville du kraï de Krasnodar, en Russie. Sa population s'élève à 80 285 habitants en 2013.

## Géographie
Kropotkine est située sur la rive droite du fleuve Kouban, à 66 km au nord-ouest d'Armavir, à 134 km au nord-est de Krasnodar, à 211 km au sud de Rostov-sur-le-Don et à 1 166 km au sud de Moscou. La ville est desservie par la route fédérale R217, qui relie la M4 à la frontière avec l'Azerbaïdjan en longeant le Caucase.

## Histoire
L'origine de la ville remonte à la fondation, à la fin du XVIIIe siècle, du khoutor Romanovski. 
Elle est renommée Kropotkine en 1921, en l'honneur de Pierre Kropotkine, et reçoit à cette occasion le statut de ville.
La gare ferroviaire de la ville est nommée « Kavkazskaïa ».

## Population
Recensements (*) ou estimations de la population
| 1926*  | 1939*  | 1959*  | 1970*  | 1979*  |
| ------ | ------ | ------ | ------ | ------ |
| 31 019 | 41 538 | 53 997 | 68 339 | 70 218 |

| 1989*  | 2002*  | 2010*  | 2012   | 2013   |
| ------ | ------ | ------ | ------ | ------ |
| 75 929 | 79 185 | 80 765 | 80 599 | 80 285 |

## Transports
Par la route M29, Kropotkine se trouve à 20 km de Tikhoretsk et à 75 km d'Armavir.